# 王修
王 修（おう しゅう、生没年不詳）は、中国後漢時代末期の政治家。王脩とも。字は叔治。青州北海郡営陵県（現在の山東省濰坊市昌楽県）の人。子は王儀・王忠。孫は王裒。

## 正史の事跡

### 青州での治績
初平年間、孔融に仕えて高密県令として実績を示した。このとき孝廉に推挙されたが、都に上ることは無かった。
次いで膠東県令に任じられた。当時、有力豪族だった公沙盧（こうさ ろ）は防備を固め租税を払わなかった。王修はたった数騎の共を連れ、まっすぐ公沙盧の家の門に入り、公沙盧兄弟を斬った。王修は孔融が困難に直面してる時に必ず駆けつけ、助けたという。
建安元年（196年）頃、孔融は袁譚に青州を追われた。一方の王修自身は、青州刺史となった袁譚にも招聘され、治中従事に任命された。しかし、青州別駕（州内第二位の地位）の劉献が王修を嫉視・排斥したことなどもあって、袁譚はなかなか王修を使いこなせなかったといわれる。その後、王修は袁譚の父袁紹から直々に召し寄せられ、即墨侯国の令に任命された。これを経て再び袁譚の下に戻った後、王修は青州別駕に任命されている。これ以後、袁譚は王修を腹心とし信頼をおいた。

### 袁譚への忠義とその後の活躍
建安8年（203年）、袁譚と袁尚が兄弟で争い、袁譚が敗れて南皮へ退却した。このとき王修は、青州軍を率いて救援に駆けつけ、袁譚に喜ばれた。さらに王修は、袁尚と兄弟で争うことをやめ、また佞臣（袁尚に先制攻撃するよう進言した郭図・辛評のことか）を斬るよう進言している。しかし、この諫言は聞き入れられなかった。その後、袁譚は郭図の助言に従って曹操に一時降伏し、隙を衝いて勢力を拡大したが、これが原因で再び曹操と対立してしまった。
建安10年（205年）、曹操が南皮に攻め寄せると、王修は再び救援に向かったが、今度は間に合わなかった。南皮に到着した王修は、獄門にかけられていた袁譚の首級を見るや、罪を恐れず慟哭した。さらに袁譚の遺体を弔いたいと曹操に嘆願し、許されたため懇ろに埋葬した。
曹操はこの王修の清廉忠直振りを賞賛し、礼をもって臣下に迎えた。以後、王修は司空掾・行司金中郎将・魏郡太守を歴任した。このとき、賞罰を厳格に定めた法を制定し、善政を敷いたため、民衆から賞賛されている。建安21年（216年）、大司農兼郎中令へ昇進したが、在職中に死去した。没年は不明だが、曹丕が即位した黄初元年（220年）までには、既に亡くなっていたことが明らかである。
王修は若いころの王基・高柔らの才能を見抜いたため、人を見る目が優れていると賞賛された。
優れた人格と剛直さを併せ持っていた。
後、子の王儀は司馬昭により無実の罪で殺された。また、孫の王裒は二十四孝で著名となった。

## 物語中の王修
小説『三国志演義』でも登場する。袁尚と和睦するよう袁譚に諫言した場面では、その怒りを買って退けられているが、それ以降は史実通りの展開となっている。